# Comment le brigadier alla jusqu'à Minsk et en revint
Comment le brigadier alla jusqu'à Minsk et en revint (How the Brigadier Rode to Minsk en version originale), est une nouvelle d'Arthur Conan Doyle mettant en scène le Brigadier Gérard. Elle est parue pour la première fois dans la revue britannique The Strand Magazine en décembre 1902, avant d'être reprise dans le recueil Les Aventures du Brigadier Gérard (The Adventures of Gerard).
La nouvelle est traduite en français et publiée en 1922 sous le titre Comment le Brigadier se rendit à Minsk dans le recueil Les Aventures du Brigadier Gérard édité par Albin Michel. La nouvelle a également été traduite par Robert Latour en 1957 pour l'édition intégrale des œuvres d'Arthur Conan Doyle éditée par Robert Laffont, sous le titre Comment le brigadier alla jusqu'à Minsk et en revint.

## Résumé
En 1854, Étienne Gérard assiste avec émotion à une revue militaire où défilent les soldats de l'Empereur mobilisés pour la Guerre de Crimée. « Ils partent pour la Russie ? Alors je vais vous raconter une histoire de Russie » déclare l'ancien militaire à ses lecteurs en guise d'introduction.
Lors de la retraite de Russie de 1814, la famine décime les troupes françaises qui peinent à revenir en France. Le maréchal Ney confie alors au colonel Gérard la mission d'aller s'emparer d'une réserve de blé dans la ville de Minsk et de la ramener avec l'aide d'un détachement de cavaliers français.
Après une nuit de route sans incident, Gérard et ses troupes approchent d'une ferme isolée : un cavalier cosaque en sort et s'enfuit au grand galop en voyant avancer le détachement français. Gérard, qui craint que le militaire alerte le reste de l'armée russe de la présence française, poursuit le cavalier et parvient à le rattraper. Le soldat cosaque, dénommé Alexis Barakoff, tente alors d'avaler un morceau de papier contenant un important message, mais le militaire français l'en empêche et récupère le papier où est inscrite une phrase en russe. Gérard n'est pas en mesure de comprendre le message et Barakoff refuse d'en donner la traduction. Gérard lui laisse la vie sauve mais lui impose de le suivre pour qu'il ne retourne pas auprès de l'armée russe. Les soldats français font alors halte au village de Dobrova non loin de Minsk. Gérard y rencontre la fille du pope, une jeune Russe dénommée Sophie, qu'il juge charmante. De fil en aiguille, il parvient à lui faire traduire le message qu'il a récupéré. La jeune fille lui explique que le message signifie « Si les Français arrivent à Minsk, tout est perdu ». Gérard décide de repartir immédiatement avec ses troupes pour mener à bien sa mission.
Une embuscade est néanmoins tendue aux soldats français : la mairie de Minsk, où est stocké le blé, est remplie de grenadiers cosaques qui font feu sur les Français et déciment la moitié d'entre eux. Gérard et les soldats survivants sont arrêtés. Le major Sergine, un militaire brutal, ramène les prisonniers au village de Dobrovna. Gérard y aperçoit Sophie, qui insiste auprès du major Sergine pour que le militaire français soit logé chez son père le pope. Gérard est ainsi enfermé dans la cave de la maison. Sophie l'y rejoint quelques heures plus tard et avoue l'avoir trahi en donnant une fausse traduction du message, qui signifiait en réalité « Laissez les Français arriver à Minsk, nous les attendons ». La jeune fille explique avoir agi par patriotisme, une valeur chère à Gérard. Loyale vis-à-vis de ce dernier, elle l'aide à s'enfuir par une porte dérobée.
Au-dehors, Gérard récupère sa jument et son sabre avec l'aide du capitaine Barakoff qui lui doit la vie sauve, puis repart en direction de l'armée française sans avoir pu accomplir sa mission. Le militaire français est rattrapé en chemin par le major Sergine. Un combat s'ensuit, au cours duquel Gérard tue le terrible militaire russe. Gérard finit par rejoindre deux jours plus tard les troupes du maréchal Ney et se désole de la piteuse situation de l'armée française qui poursuit son chemin de calvaire vers la France le ventre vide.